# King Edward Point
King Edward Point är en udde och bosättning i Sydgeorgien och Sydsandwichöarna (Storbritannien). Den ligger på ön Sydgeorgien, den största ön i besittningen. Bosättningen vid King Edward Point är Sydgeorgien och Sydsandwichöarnas huvudort och ses ibland som världens minsta huvudstad till folkmängden räknat. 2018 hade orten 22 invånare, varav 10 var säsongsboende (sommartid). Längre in i viken ligger den före detta valfångststationen Grytviken.